# Don't Let Me Wait Too Long
«Don't Let Me Wait Too Long» es una canción del músico británico George Harrison, publicada en su álbum de estudio Living in the Material World (1973). La canción fue programada para publicarse como segundo sencillo promocional del disco en septiembre de 1973, tras «Give Me Love (Give Me Peace on Earth)», aunque el lanzamiento fue cancelado. Contó con la participación de músicos como Nicky Hopkins, Ringo Starr y Jim Keltner, y es definida por críticos y biógrafos del músico como una canción dedicada a Dios.

## Personal
- George Harrison: voz, guitarra acústica, guitarra slide y coros.
- Nicky Hopkins: piano y clavecín.
- Gary Wright: piano eléctrico
- Klaus Voormann: bajo
- Ringo Starr batería
- Jim Keltner: batería